# DDT (プロレス技)

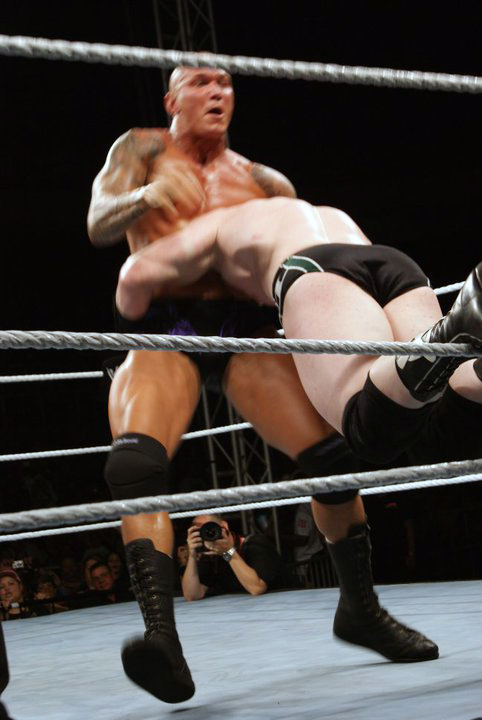
ランディ・オートンによるDDT（エレベイテッドDDT）。

DDT（ディー・ディー・ティー）は、プロレス技の一種である。

## 概要
ジェイク・ロバーツのオリジナル技であり、代名詞的ともいえるフィニッシュ・ホールド。正対する相手の頭部をフロント・ヘッド・ロックの要領で片脇に捕らえ、そのまま後ろに倒れこんで相手の頭部を打ちつける。
ロバーツは自身のDVD『Pick Your Poison』に収録されたインタビューで、DDTの名称は殺虫剤のDDT（Dichloro Diphenyl Trichloroethane）が由来と語っている。ちなみに、相棒であるニシキヘビのダミアンにちなんだダミアンズ・ディナー・タイム（Damien's Dinner Time）がダブル・ミーニングとなっている。他にも、「Drop Dead Twice」「Demonic Death Trap」「Death Drop Technique」など様々なバクロニムが存在した。ロバーツのDDT以前にも、相似するプロレス技の存在も指摘されるが、1つの必殺技として開発し確立させたのはロバーツである。
天龍源一郎が、自身の名前と掛け「DDTはデンジャラス・ドライバー・オブ・テンリューの頭文字である」と発言したインタビューによって、命名の由来に若干の誤解が生じていた。
シンプルな技ではあるが応用性に富み、試合中盤における繋ぎ技のみならず独自の工夫を凝らすことでフィニッシュ・ホールドへ昇華させるレスラーも多い。見栄えが良い上に、これといった返し技がないなど利点も多く、近年のプロレスを代表するプロレス技の1つと言える。
現在は相手の頭頂部を打ち付ける形が多いが、天龍のDDTは顔面をマットに叩きつける。頭頂部を打ち付けるスタイルはインパクトがあり、相手も受身が取りやすいため（技を受けた相手が1回転するなどして受け方も見栄えがする）、こちらが主流となっている。
実況アナウンサーの辻よしなりは「リング上の殺虫剤」、福澤朗も「プロレス人間殺虫剤」と形容している。
DDTプロレスリングは「Dramatic Dream Team」の略称である。プロレス漫画『1・2の三四郎2』の主人公が所属する「ドリームチーム」に由来しており、頭に「Dramatic」を付け、技名である「DDT」のバクロニムとして名付けられた。
総合格闘技ルールで行われた山本宜久対マーク・ケアー戦において、ケアーがタックルを仕掛けたところ山本がフロント・ヘッドロックの形でケアーの頭を締めながら後方へと倒れ込んだ結果、偶然DDTの形となりケアーの失神で試合が決着した例がある。

## 応用技

### ジャンピングDDT
相手の首をDDTの要領で左脇に抱え込み、ジャンプして背中から倒れ込むと同時に抱えていた相手の頭部を打ち付ける。

### 低空式DDT
相手が両膝をついた状態から相手の首をDDTの要領で左脇に抱え込み、左足を後ろに振り上げ反動をつけて背中から倒れ込むと同時に抱えていた相手の頭部を打ち付ける。

### 雪崩式DDT
相手をコーナー最上段に座らせ自身もセカンドロープに登って仕掛ける。雪崩式は危険技なので、滅多に使用されない。雪崩式を仕掛けた側も背中を強打するため、諸刃の剣と言える。橋本真也が蝶野正洋に雪崩式を仕掛けた際、技を放った橋本が起き上がれず、先に蝶野が立ち上がり橋本をフォールするといった展開があった。

## 主な使用者
- ジェイク・ロバーツ - 相手の足元に自身が滑り込むように倒れ込むスタイルを使用。
- テリー・ゴディ
- マイケル・ヘイズ
- アーン・アンダーソン
- アル・スノー
- ダニー・スパイビー - スパイビー・スパイクの名称で使用。
- レイヴェン - レイヴェン・エフェクトの名称で使用。
- トミー・ドリーマー
- バフ・バグウェル
- ディスコ・インフェルノ
- トリプルH
- ザ・ロック
- ロブ・コンウェイ
- ランディ・オートン - 相手の両足の、つま先をトップロープに引っ掛けて、仕掛けるのをエレベイテッドDDTの名称で使用。
- ドルフ・ジグラー
- コーディ・ローデス - 高速で仕掛けるのをシルバースプーンDDTの名称で使用。
- トリー・ウィルソン
- ブラック・キャット
- アルベルト・エル・パトロン
- スティーブ・コリノ
- シン・ボーディ
- マリース - フレンチキスの名称で使用。
- デイブ・フィンレー
- ショーン・デバリ - 低空式をWMD（ウエポンズ・オブ・マス・デストラクション）の名称で使用。
- ジェイク・リー
- 橋本真也 - 日本におけるDDTの第一人者。自身も日本人レスラーで一番の使い手であると自負している。決め方のバリエーションを多数考案し、日本のプロレス界において強い影響を与えた。
- ジャイアント馬場 - ジャイアントDDTの名称で使用。デビュー以来、欠場したことがなかった馬場が1984年、首の負傷による欠場からの復帰戦でDDTを決めて勝利を飾り、馬場は「こんな簡単でいい技があるなんて知らなかった」と感心していた。テレビゲーム『ファイヤープロレスリングシリーズ』では馬場の独特のモーションを再現しており、一般的なDDTとは別格の扱いを受けている。
- 大仁田厚 - ジャンピング式をDDO（デンジャラス・ドライバー・オオニタ）の名称で使用。
- 天龍源一郎
- スーパー・ストロング・マシン
- 獣神サンダー・ライガー
- エル・サムライ
- ザ・グレート・サスケ - 雪崩式をサスケ・スペシャルXの名称で使用。
- 田中将斗 - タッグマッチにおいて、相手2人がリング上にいる状況で2人をヘッドロックしDDTとスタナーを同時に繰り出す技を、まとめての名称で使用。
- 雷神矢口 - DDR（デンジャラス・ドライバー・雷神）の名称で使用。
- グンソ
- オカダ・カズチカ
- 小島聡
- 高橋裕二郎 - 低空式をピンプジュースの名称で使用。
- 澤田敦士
- 橋本大地
- オーアライダー - GBPの名称で使用。
- ブル中野
- 白鳥智香子
- 瑛凛
- 土井成樹
- 鷹木信悟
- 神代龍也 - インプラントDDTをワンショット・ワンキルの名称で使用。

## 派生技

### 飛びつき式DDT
相手が屈んだ際、相手の首に飛びついた勢いでそのまま仕掛ける。ロープワークの攻防から走った勢いであったり、ショルダースルーなど上に放り投げられた後の落下の勢いで放つパターンがある。後者の主な使い手はジ・アンダーテイカー。橋本真也も垂直落下式DDTを開発する前にフィニッシュとして使用していた。
ダイビング飛びつき式DDT
上記の飛びつき式DDTをコーナーから飛びついて放つ。金丸義信が使うディープ・インパクトなどがある。大谷晋二郎の場合はスワンダイブ式を使用する。
シューティング・スターDDT
コーナー最上段からシューティング・スター・プレスの要領で450度回転し、そのまま相手に飛びついて極める高難易度のDDTで、マット・クロスが主な使い手（デス・スターDDTの名称で使用）。
ナカユビ
CIMAのオリジナル技。フロント・ネックロックを仕掛けるように手を回し、そのまま相手の胴体を両足で挟み込むように飛びつきながら放つ。

### 垂直落下式DDT
DDTの形で捕らえたまま持ち上げ、相手の体をマットに対して垂直にした形で落とす。技としては垂直落下式ブレーンバスターとほぼ同型だが、唯一の使い手であった橋本は「足のステップがDDTなのでブレーンバスターではない」と主張していた。実際、初期は空中で無理やりDDTのフックに持ち替えるなど落とし方がDDTに近く、危険性を考慮して後のブレーンバスタータイプになった。橋本は一撃必殺の最終兵器として愛用し続け、橋本がチャンピオンになって以降、自力でキックアウトしたレスラーはロード・スティーブン・リーガル（ウィリアム・リーガル）のみである。
インプラントDDT
タイツなどを掴んで相手の身体を水平もしくは、それ以上の急角度に持ち上げ一気に落とすDDT。主な使用者はジョニー・エース（ジョニー・スパイクの名称で使用）、ギャングレル（インペイラーの名称で使用）、マイク・バートン（バートン・スパイクの名称で使用）、エッジ（エッジキューションの名称で使用）、カート・ホーキンス（ラフ・ライオットの名称で使用）、アレックス・ライリー（ライリー・エレベーションの名称で使用）、ボビー・ルード（グロリアスDDTの名称で使用）、プリンス・デヴィット（ブラディ・サンデーの名称で使用）など。
相手の首をマットの上に急角度で落とすため、受身のタイミングを間違えたり受身が浅い場合、頸椎に重大なダメージを被る。しかし、放つ側は頭部の頂点よりも前頭部がマットに当たるように仕掛けることが多いため、受身に失敗することは滅多にない。
フィッシャーマンズDDT
フィッシャーマンズ・スープレックスと同じ形で抱え上げ、相手の頭部からマットへ落とす。橋本が使用していた。フィッシャーマンズ・バスターと同じ技であるが、垂直落下式DDTと同様に橋本は「足のステップがDDT」と主張してDDTを名乗っている。

### スイングDDT
フロントヘッドロックで固めた相手を中心に旋回して叩きつけるDDT。WWEではトルネードDDTと呼称される。スペル・デルフィンのオリジナル技（実際に開発したのは外道だと言われている）。コーナーポストを利用する形と、その場で跳ぶ形（スクリューDDTとも称される）がある。他に、グラン浜田、佐々木貴、ドクトル・ワグナー・ジュニア、エディ・ゲレロ、ジミー・デル・レイなど、主に軽量級の選手に使い手が多い。太陽ケアは、ハリケーン・スパイクもしくは波乗りDDTとして使用している（走り込んで飛び付き、そこから捻りを加える）。女子レスラーでは、アイスリボンの聖菜が得意としていた。特にアイスリボンが常設会場としている市ヶ谷アイスボックスには、鉄柱の代わりに壁が存在しており、聖菜はその壁を蹴り上げるようにして旋回していた。タッグマッチなどで対戦相手を壁代わりに蹴り上げるステップ式DDTもある（主な使い手には日高郁人がいる）。
スプリングボードトルネードDDT
ロープに駆け上り、もしくはジャンプの反動を利用したスイングDDT。
スイング・スパイクDDT
正面から組み付いた相手を右膝の上に乗せ、頭部を右脇下に抱え込み、そこから自らの体を捻り、横回転しながら背面から倒れ込んで相手を脳天からマットに突き刺す。主な使い手はアレクサ・ブリス（アレクサ式シスター・アビゲイル）、SANADA（デッドフォール）。

### ダブルアームDDT
両腕をリバース・フルネルソンに固めてのDDT。全日本プロレスの常連外国人レスラーであったダニー・クロファットにより、日本で初公開された。他の外国人選手では、ミック・フォーリーがカクタス・ジャックナイフ、スティービー・リチャーズがスティービーT、ジョン・モクスリーはスナップ式をパラダイムシフトの名称で使用。日本人選手では小橋建太、北斗晶、安良岡裕二などが使用した。また、秋山準も1990年代後半、前述のインプラント式と同じく持ち上げて垂直に落とす形で使用していた。同様のフォームで高木三四郎も使用することもある。
リストクラッチDDT
魔神風車固め（変形ダブルアーム・スープレックス）と同型のクラッチから後方に落とす。ダブルアームDDTに比べるとクラッチが複雑なため、受け身が取りにくい。過去に丸藤正道、奥村茂雄が使用している。丸藤は、前述のインプラント式と同様の落とし方でも使用した。
胴締め式ダブルアームDDT
リバース・フルネルソンの状態から、相手の胴体を両足で挟み込むように飛びつきながら極める。前述したナカユビのダブルアーム式と言える。元WWEのキザーニーがタルーラ・ベル、タマ・トンガがヴェレノ、ドリュー・マッキンタイアがスナップ式をフューチャー・ショックの名称で使用している。

### リバースDDT
相手の身体が仰向けになった形でのDDT。海外ではインバーテッドDDTと呼ばれている。主な使用者はスキナー（ゲーターブレーカーの名称で使用）、スティング（スコーピオン・デス・ドロップの名称で使用）、トミー・ドリーマー、ミディオン（アイ・オープナーの名称で使用）、ヘンリー・O・ゴッドウィン（スロップ・ドロップの名称で使用）、ランス・アーチャー（ダークデイズの名称で使用）、ザ・ミズ、ヒース・スレイター（Eマイナーの名称で使用）、アダム・コール（コロナ・クラッシュの名称で使用）、ダニー・クロファット、クリスチャン、ショーン・スタージャック（ミート・グラインダーの名称で使用）、橋本真也、エル・サムライ、OKUMURA、MIYAWAKI（デスペナルティーの名称で使用）、矢郷良明（デスペナルティーの名称で使用）、清宮海斗、ブル中野、三田英津子（825の名称で使用）、沼尾マキエ、アスカなど。雪崩式、スイング式で出されることもある。
垂直落下式リバースDDT
リバースDDTの体勢から相手のタイツを掴んで持ち上げ後頭部を叩き付ける。エル・サムライやゴールダストが得意とする。橋誠の天誅烏落としは、相手の片足も同時に抱え込んで放つ。同形の抱え式は、プリンス・デヴィットもリバースブラディ・サンデーの名称で使用している。
ブリティッシュ・フォール
ジョニー・スミスのオリジナル技。ボディスラムのように相手の体を担いでから首をフックしたまま相手を足から着地させ、リバースDDTに移行する技。ゴールダストはカーテン・コール、橋もゴリティッシュ・フォールの名称で使用した。
後方回転式リバースDDT
相手に背を向けたまま、肩上に相手の頭部を抱えた状態でコーナーポストを蹴り上げ宙返りし、相手の頭を中心点に270度回転して決めるリバースDDT。
長らく、この技の起源は諸説あったが、プロレス関係の著書を多数出筆している流智美により、日本プロレスの吉村道明が使用した「回転投げ」 が、始祖ではないかとして取り上げられている。ただし、1990年代後半に「コーナーをステップにして、後方回転しながら相手の頭部をマットに叩きつける」という方向に進化（深化）させたのは、後述する選手達である。
ブライアン・ケンドリックがジ・ケンドリック（スライス・ブレッドNo.2）、丸藤が不知火、日高郁人がミスティ・フリップの名称で使用している。
丸藤が「不知火」と称して使用後に脚光を浴びたため、知名度は「不知火」が先行している。技名の由来は「プロレス界では横文字の技名が流行っていて漢字を使う技名がなかったんで。マンガに出てくる（作品は不明）「妖刀・不知火」から取った」と丸藤がインタビューで語っている。しかし、同型の技を使用したのは日高の「ミスティ・フリップ」の方が早い。
アサイDDT
相手に背を向けたまま肩越しに相手の頭部を抱え、その場で高々とジャンプして宙返りし、相手の頭を中心点に約270度回転して決めるリバースDDT。上記後方回転式リバースDDTをその場跳びで行う技。ウルティモ・ドラゴン、カズ・ハヤシ、石森太二が主な使い手。当初は、ウルティモのリングネームからドラゴン・カッターと呼ばれたが、本名を用いた現在の名に改称した。首のロックや着地姿勢は異なるが、丸藤も同型の技を（その場跳び式の）不知火として使用している。
腕極め後方回転式リバースDDT
首をロックした状態で相手の腕を支点に逆上がりの要領で回転し、その勢いを利用して放つ変型リバースDDT。政宗が雷切、内藤哲也がデスティーノの名称で使用している。政宗が両膝を付いて着地するのに対し、内藤の場合は尻もち、または背中から着地する。
雪崩式リバースDDT
コーナーポストから相手の首を抱え下後方へ落ちるリバースDDT。エル・サムライが大一番でのフィニッシュ・ホールドとして使用していた。また、サムライは金本浩二に対して一度だけ「雪崩式垂直落下式リバースDDT」を放ったこともある。
雪崩式後方回転式リバースDDT
コーナーポストから相手の首を抱え後方に向かって飛び、回転しながら叩き付ける技。主な使い手はフランキー・カザリアン（フラックキャパシターの名称で使用）、丸藤（不知火・改の名称で使用）、日高（雪崩式ミスティ・フリップの名称で使用）、ポール・バーチル（C4の名称で使用）など。ツープラトンで放つ同技はスパニッシュ・アナウンス・チーム（ジョエル・マキシモ&ホセ・マキシモ）がスパニッシュ・フライとして使用している。